# Mecodema haunoho
Mecodema haunoho es una especie de escarabajo del género Mecodema, familia Carabidae. Fue descrita científicamente por Seldon & Leschen en 2011.
Esta especie se encuentra en Nueva Zelanda.
Su longitud es 20,5–24,1 mm, anchura pronotal de 5,1–5,9 mm y elitral de 6,3–6,8 mm. El color de todo el cuerpo varía de mate a negro brillante.